# Estación de Juchitán
Juchitán será una estación de trenes que se encuentra en Juchitán de Zaragoza, Oaxaca.

## Historia
La estación fue edificada sobre la línea del Ferrocarril Panamericano que desde 1908 comunicó a los poblados de la costa de Chiapas y del Soconusco, con la frontera de Guatemala y con la línea de Tehuantepec, así como con el resto del país. El 1 de noviembre de 1904 se inauguró el tramo de 192 kilómetros de San Jerónimo a la Polka, pasando por Juchitán.
En 1999, el tren pasajero dejó de operar en la estación y durante el sexenio del Gobernador José Murat Casab, la estación se convirtió en la Biblioteca Pública Guadalupe Hinojosa de Murat, aunque el sismo de 8.2 grados del 7 de septiembre del 2017, provocó daños severos en su estructura, el edificio fue recuperado con la participación de la Fundación Alfredo Harp Helú y un año después el cabildo de Juchitán decidió cambiarle de nombre, para darle el nombre de José F. Gómez, como actualmente se le conoce.